# Richard Blome
Richard Blome (oko 1635. − London, 1705.), engleski kartograf, graver i izdavač koji je djelovao u Londonu koncem 17. stoljeća.
Tiskao je veliki broj raznih djela koji su uglavnom bili kopije pa je često optuživan za plagiranje, no zemljovidi koje je izradio odlikuju se likovnom originalnošću. Među radovima koje je izdavao ističe se kartografski opus J. Speeda, a graviranju je surađivao s W. Hollarom, R. Palmerom i F. Lambom. Sahranjen je u crkvi u Harlingtonu, zapadnom londonskom naselju Uxbridge.

## Opus
- Britannia, or a Geographical Description of the Kingdom of England, Scotland and Ireland (1673.)
- Speed's Maps Epitomiz'd (1681.)
- Cosmography and Geography (1682.)
- Isles and Territories of America (1687.)

## Poveznice
- Povijest kartografije